# Еврином
Еврином (на старогръцки: Εὐρύνομος, Eurynomos) в древногръцката митология e демон.
Само Павзаний пише за него. Той е демон на подземния свят, който изяжда умрелите и оставя само техните кокали.
Той е баща на Орсинома, която е съпруга на Лапит (син на Аполон), прародителя на Лапитите.